# 岡本随縁斎
岡本 随縁斎（おかもと ずいえんさい、生没年不詳）は、戦国時代から江戸時代初期にかけての武将。里見氏の家臣。諱は安泰。随縁斎は法名。父は岡本通輔。子は頼元。岡本城城主。
岡本氏は元々古河公方家の家臣であったが、後に里見氏に仕えて主家から養子として入ったのが随縁斎の父・岡本左京亮通輔とされている。通輔は岡本城を築城するが、随縁斎の時代に里見義頼に城を譲ってこれに従った。
僧籍にあったが還俗し父の跡を継ぐと房総水軍を率い、安西又助と共に三浦三崎の戦いなど江戸湾で北条水軍と戦った。対北条氏の拠点として岡本城の譲渡を主君里見義弘に要請されると進んでこれを明け渡し、里見義頼の家老を務めた。
| スタブアイコン | サブスタブ | この項目は、まだ閲覧者の調べものの参照としては役立たない、人物に関連した書きかけの項目です。この項目を加筆・訂正などしてくださる協力者を求めています（P:人物伝/PJ:人物伝）。 |